# ديلونتي ويست
ديلونتي ويست (بالإنجليزية: Delonte West)‏ مواليد 26 يوليو 1983 في واشنطن العاصمة، هو لاعب كرة سلة أمريكي بدأ مسيرته الاحترافية في سنة 2004. يبلغ طوله 6 قدم 4 بوصة (1.9 م). لعب كرة السلة في جامعة القديس جوزيف.

## روابط خارجية
- ديلونتي ويست على موقع إن بي أي (الإنجليزية)
- ديلونتي ويست على موقع سبورتس رفرنس (الإنجليزية)
- ديلونتي ويست على موقع كرة السلة الأوروبية.كوم (الإنجليزية)
- ديلونتي ويست على موقع كلية كرة السلة في سبورتس رفرنس.كوم (الإنجليزية)
- ديلونتي ويست على موقع ريلجم (الإنجليزية)
- ديلونتي ويست على موقع بروبوليرز (الإنجليزية)
- ديلونتي ويست على موقع سبورتس رفرنس (الإنجليزية)
- ديلونتي ويست على موقع سبورتس رفرنس (الإنجليزية)